# Tomás Saraceno

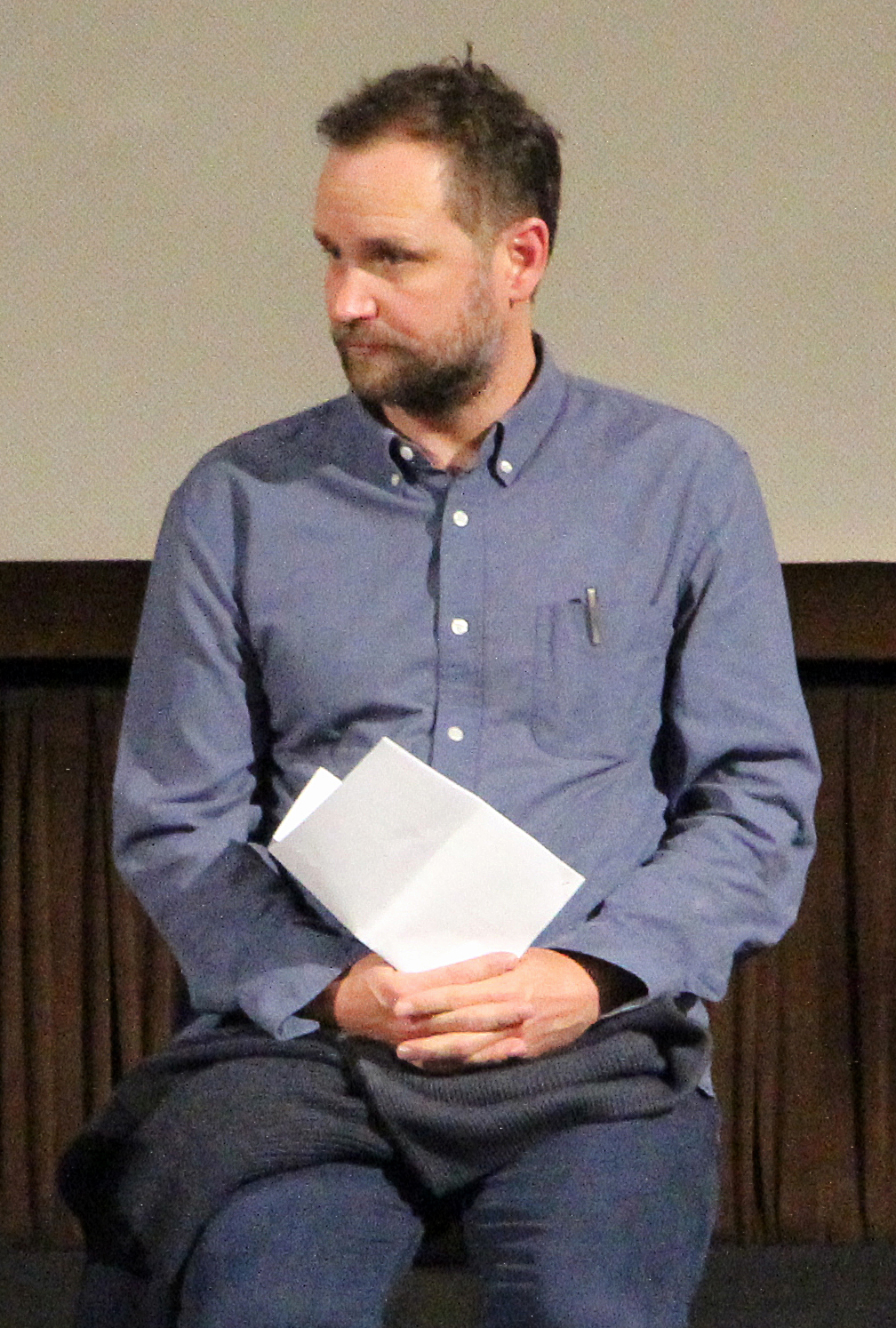
Tomás Saraceno (2020)

Tomás Saraceno (* 1973 in San Miguel de Tucumán) ist ein argentinischer Performance- und Installationskünstler.

## Ausbildung
Saraceno studierte von 1992 bis 1999 Kunst und Architektur an der Universidad de Buenos Aires (UBA). Von 1999 bis 2000 machte er ein Aufbaustudium an der Escuela Superior de bellas Artes Ernesto de la Carcova in Buenos Aires. Von 2001 bis 2003 schloss sich ein Postgraduiertenstudium der Kunst und Architektur an der Staatlichen Hochschule für Bildende Künste – Städelschule, Frankfurt am Main bei Thomas Bayrle und Ben van Berkel an.
Von 2003 bis 2004 besuchte der den Kurs „Progettazione e Produzione delle Arti Visive“ an der Universität Venedig (UAV) bei den Professoren Hans Ulrich Obrist und Olafur Eliasson. Im Sommer 2009 nahm er am International Space Studies Program im NASA Ames Research Center, Silicon Valley, Kalifornien, teil.
Saraceno lebt seit 2001 in Deutschland.

## Werk
Wiederkehrendes Motiv in Saracenos dreidimensionalem, meist raumfüllendem Werk sind verknüpfte Raumkapseln die, „[…] unter den Vorzeichen von Klimawandel und Bevölkerungswachstum alternativen Wohnraum bereitstellen sollen.“ Sie zeigen Lebens- und Wohnmodelle, mit denen neue Ideen für soziale Interaktionen innerhalb einer globalen Zusammenarbeit entstehen könnten.
Auf der Sonsbeek International Sculpture Exhibition 2008 stellte er ein „Fliegendes Gewächshaus“ vor, das aus zweiunddreißig mit Helium gefüllten Luftballons bestand, die durch ein Netz zusammengehalten wurden. Die so entstandene „Wolke“ hatte einen Durchmesser von 10 Metern. Auf der Biennale von Venedig 2009 untersuchte er unter dem Titel Galaxies Forming along Filaments, like Droplets along the Strands of a Spider’s Web, mit einer aus Kristall-PVC-Skulpturen und elastische Seilen bestehenden Rauminstallation alternative Lebensstrategien. 2018 behandelte Saraceno den Raum wie ein Instrument, er legte mit einer Arachnalogin im Palais de Tokyo in Paris eine Karte an, in der die Spinnenpopulation akribisch erfasst wurde, die über ihre Netze Vibrationen laufen lassen. 2019 baute Saraceno eine große Netz- und Soundinstallation auf: Eine fast dreieinhalb Kilometer lange, schwarze Schnur wurde durch den weißen Ausstellungsraum gezogen; bei Berührung mit der Schnur erklang ein echoartiger Ton, der einen Ambient-Raum erzeugte, der sich aus achtzehn verschiedenen Soundskulpturen zusammensetzte. Mit seiner Arbeit erinnert Saraceno mit den Mitteln der Kunst an den wichtigen Beitrag der Spinnen zum Ökosystem.
Neben den Spinnen beschäftigt er sich in seiner konzeptuellen Praxis mit Modellen, die das emissionsfreie Fliegen ermöglichen sollen. Mit Rekurs auf den Künstler Olafur Eliasson arbeitet er an einer natur-laborhaften Ästhetik. Das Berliner Kunstmagazin Monopol hat 2019 Saraceno auf Platz sieben seiner Top 100 platziert.

## Ausstellungen
- 2003: 50. Biennale von Venedig
- 2005: Project Rotterdam, Museum Boijmans Van Beuningen, Rotterdam
- 2006: Marjetica Potrc / Tomas Saraceno, Portikus, Frankfurt am Main
- 2007: 9. Biennale de Lyon
- 2008: Tomas Saraceno: Microscale, Macroscale, and Beyond, Berkeley Art Museum, Berkeley, Kalifornien, USA
- 2009: 53. Biennale di Venezia; Peripherer Blick und kollektiver Körper, Museion, Bozen
- 2009/2010: Musée d’Art Moderne Grand-Duc Jean, Luxemburg
- 2010: Realidad y Utopía, Akademie der Künste Berlin; Tales of Resistance and Change. Artists from Argentina, Kunstverein Frankfurt
- 2011: @ATELIERFRANKFURT, Atelierfrankfurt; Wir sind alle Astronauten, MARTa Herford
- 2013: Ring Bell – the solar orchestra and the wind structures, Emscherkunst, Gelsenkirchen
- 2013/2014: in orbit, Kunstsammlung Nordrhein-Westfalen – K21, Düsseldorf[3]
- 2014: Vanitas – Ewig ist eh nichts. (Gruppenausstellung), Georg-Kolbe-Museum,[4].
- 2017: Tomás Saraceno, Haus Konstruktiv, Zürich; Mit Kunst die Welt verändern, Wilhelm-Hack Museum, Ludwigshafen
- 2018/2019: Tomás Saraceno On Air, Palais de Tokyo, Paris;[5][6]
- 2020/21: in der Reihe Carte Blanche: Tomás Saraceno. Songs for the Air, Hessisches Landesmuseum Darmstadt

## Installationen
- 2007: Flying Garden, EPO München, Deutschland
- 2008: On clouds (Air-Port-City) Towada Arts Center, Towada, Japan
- 2011: Cloud-Specific, Kemper Art Museum, Washington University, St. Louis, Missouri, USA
- 2012: Tomás Saraceno on the Roof: Cloud Cities, Dachgarten des Metropolitan Museum of Art, New York City, New York, USA
- 2013: in orbit, in der Glaskuppel des K21 Ständehaus der Kunstsammlung Nordrhein-Westfalen, Düsseldorf, Deutschland (bis 20. Dezember 2023)[7][8]
- 2018/19: Aerocene, Innenraum der Karlskirche, Wien
- 2019: Algo-r(h)i(y)thms, Galerie Esther Schipper, Berlin

## Preise
- 2003 Hessische Kulturstiftung, Ausbildungsförderung, einjähriger Aufenthalt in Rotterdam,
- 2003–2004 Stipendium des Fondo Nacional de las Artes (Argentinien) für die IUAV, Venedig
- 2009 Calder Preis – Calder Foundation in Zusammenarbeit mit der Scone Foundation
- 2010 1822-Kunstpreis, Frankfurt am Main